# 喬·麥克金尼堤
喬瑟夫·傑諾姆·麥克金尼堤（英語：Joseph Jerome McGinnity，1871年3月20日—1929年11月14日），為前美國職棒大聯盟的投手。生涯曾效力於金鶯、超霸、金鶯(今洋基)和巨人等隊。麥克金尼堤離開大聯盟後仍持續在小聯盟投球，直到54歲才正式告別球場。
麥克金尼堤生涯7次拿下單季20勝，2次拿下單季30勝。他拿下5次勝投王和1次防禦率王，並在1905年拿下世界大賽冠軍。他在休賽季期間會在煉鐵廠工作，因此他也有「鐵人」的外號。目前他單季48場完投和投球局數434局至今仍是國聯紀錄，最終他在1946年入選名人堂。

## 職業生涯
前職棒球員George Pinkney在佩奧里亞發現的麥克金尼堤的投球天賦，於是他致電給超霸的老闆，最終球隊簽下了他。
當時超霸和金鶯的老闆是同一位，他在看到麥克金尼堤投球後，便將他安排到金鶯隊。1899年，麥克金尼堤登上大聯盟。首年即繳出28勝16敗，防禦率2.68的成績。球季結束後，金鶯隊解散，因此麥克金尼堤來到超霸隊。1900年，他拿下28勝8敗，幫助球隊拿下國聯冠軍。他在年代電報盃上投了兩場完投勝，讓超霸以3勝1敗封王。
1901年，美國聯盟成立。麥克金尼堤原本打算退休，不過他最後決定加入美聯的金鶯(今洋基隊)。這年他拿下26勝20敗。8月21日，他曾在面對老虎的比賽中和對方選手起肢體衝突，一度被聯盟主席終身禁賽，不過在麥克金尼堤道歉後，禁賽場次便被縮減到12場。
1902年，金鶯隊面臨財政問題。在球隊欠債高達12000美元的情況下，球隊的明星球員喬·凱里先找到他的公公John Mahon，請他收購金鶯隊部分的股票，並將他的經營權賣給巨人和紅人。最後金鶯隊大部分球員都被釋出，並各自加入巨人和紅人。麥克金尼堤曾試圖聯繫聯盟主席Ban Johnson，想透過主席的幫忙讓他留在金鶯隊。不過因為未獲得主席的回應，最後麥克金尼堤只好加入巨人。
1903年，麥克金尼堤拿下31勝，而他投出48場完投和投球局數434局寫下了國聯紀錄。1904年，麥克金尼堤僅在球隊的第21場比賽就拿下了單季10勝，寫下大聯盟史上單季有投手最快拿下10勝的紀錄。最後他拿下35勝8敗，防禦率1.61也是生涯最佳。不過這年世界大賽取消，麥克金尼堤無緣奪冠。
1905年，麥克金尼堤拿下21勝。這年世界大賽全都是投手的完投戰，麥克金尼堤先發兩場，拿下1勝1敗，最後巨人成功拿下冠軍。1906年，麥克金尼堤再以27勝成為聯盟勝投王。不過他在第27勝這場比賽和海盜捕手發生嚴重肢體衝突，最後提前退場，甚至被處以禁賽。
1907年，麥克金尼堤拿下18勝18敗，防禦率3.16。隔年他因為重感冒錯過開季，他在6月被放進讓渡名單，巨人希望有其他球隊可以接收麥克金尼堤的龐大薪資。8月他又被放進讓渡名單一次，不過最後都沒有被其他球隊選走。最後他拿下11勝7敗，防禦率2.27。1909年2月27日，球隊將麥克金尼堤釋出。
從1909年起，麥克金尼堤便沒有回到大聯盟。不過他仍在小聯盟活躍著，並擔任球員兼總教練，直到1925年正式退休為止。
1926年，麥克金尼堤擔任道奇隊的教練，不過只擔任一年，並未獲得球隊續約。1929年，麥克金尼堤罹患重病，雖然他進行手術將膀胱內的腫瘤移除，但最終還是在11月中去世，享年58歲。

## 生涯投球成績
| 勝投 | 敗投 | 防禦率 | 出賽場次 | 先發 | 完投 | 完封 | 投球局數 | 安打 | 失分 | 自責分 | 全壘打 | 保送 | 三振 | 暴投 | 觸身球 |
| ---- | ---- | ------ | -------- | ---- | ---- | ---- | -------- | ---- | ---- | ------ | ------ | ---- | ---- | ---- | ------ |
| 246  | 142  | 2.66   | 465      | 381  | 314  | 32   | 3441.1   | 3276 | 1436 | 1016   | 52     | 812  | 1068 | 30   | 179    |

## 外部連結
- 球員資訊和成績在MLB ，ESPN，Retrosheet ，Baseball Reference ，Baseball Reference (Minors) ，Fangraphs ，The Baseball Cube （英文）